# Rwampara
Rwampara is een district in het westen van Oeganda. Hoofdstad van het district is de stad Kinoni. Het district telde in 2020 naar schatting 144.600 inwoners op een oppervlakte van 574 km².
Rwampara was voor 2019 een county in het district Mbarara. Het district grenst aan de Oegandese districten Sheema, Isingiro, Mbarara en Ntungamo. Het district is opgedeeld in vier sub-county's (Mwizi, Bugamba, Ndeija en Rugando) en vier steden (Kinoni Town council, Nyeihanga-Buteraniro Town Council, Rweibogo-Bugamba Town council en Mwizi-Kabura Town Council).